# 拉加尔湖水怪
拉加尔湖水怪又称“拉加尔弗流特蠕虫”(Lagarfljót worm)或“冰岛蠕虫怪”(Iceland Worm Monster)，是生存于冰岛埃伊尔斯塔济拉加尔湖中的湖怪。

## 目击
目击事件从1345年一直持续到21世纪，一个起源被记录在乔恩·阿纳森（Jón Árnason）在1862年和1864年出版的《冰岛民间故事和传说集》。

### 最新目击
2012年2月2日，约图尔·谢吕尔夫（Hjortur Kjerulf）目击并拍摄了一段拉加尔湖水怪的视频。